# Olešče
Olešče so naselje v Občini Laško. 

## Znane osebnosti
- V Oleščah se je rodil Jože Maček